# Campus Stellatis
Campus Stellatis o Camp Estel·lat era un territori a la part més rica de la banda sud de la plana de Campània, sense que se'n puguin determinar exactament els límits. Sembla que tenia al costat el Falernus Ager, i que es localitzava a la part nord del riu Vulturnus.
Titus Livi el menciona diverses vegades durant les guerres dels romans amb els samnites, i després durant la Segona Guerra Púnica, quan Hanníbal hi va fer cap per un error dels seus guies. Pel que es pot interpretar dels seus textos, s'hauria ajuntat amb el Calenus Ager, el territori de la ciutat de Cales.
El territori formava part dels terrenys públics del poble romà, que el tribú de la plebs Publi Servili Rul·lus va proposar l'any 63 aC, amb la llei Servilia agraria que es repartissin entre els ciutadans més pobres, segons explica Ciceró. Aquesta mesura es va fer realitat amb la llei Julia agraria, establerta per Juli Cèsar al seu primer consolat amb Marc Calpurni Bíbul l'any 59 aC.
El nom de Stellatinus Ager sembla que es va donar a un districte d'una altra part d'Itàlia, que formava part del territori de Capena al sud d'Etrúria. D'aquest districte en va derivar el nom la tribu Estel·latina, una de les tribus romanes.